# Болтунова, Анна Ивановна
Анна Ивановна Болтунова (Амиранашвили) (23 июня 1900, с. Дмитриевка Бузулукского уезда Самарской губ. — 1991, Москва) — российский советский археолог, антиковед, специалист по эпиграфике Северного Причерноморья.

## Биография
Родилась 23 июня 1900 года в с. Дмитриевка Бузулукского уезда Самарской губернии в семье агронома. Отец унаследовал 1200 десятин земли и занимался их обработкой. После 1917 года служил в Уездном земельном отделе г. Бузулука, умер от холеры в 1921 году.
Окончив в 1917 году Бузулукскую женскую гимназию с золотой медалью, затем II Самарскую женскую гимназию, в 1918 году Анна Ивановна поступила на историко-филологический факультет Самарского государственного университета. Одновременно работала сельхозрабочей, библиотекарем Клуба союза металлистов. В январе 1920 году устроилась библиотекарем в Кабинет истории древнего мира Самарского университета. В 1920 году перевелась в Петроградский университет, на историческое отделение. Под руководством академика С. А. Жебелёва изучала историю античности, выполнила перевод диалога «Клитофонт», приписываемого Платону, подготовила вводную статью «К вопросу подлинности диалога „Клитофонт“» и комментарии. По окончании университета в 1922 году эту работу она представила в качестве дипломной. Перевод и выдержки из статьи были напечатаны в IX томе «Полного собрания творений» Платона в новом переводе под ред. С. А. Жебелёва и др. (Пг., Academia, 1924).
Параллельно учёбе работала делопроизводителем в Петрокоммуне. С мая 1921 года — в Институте археологической технологии ГАИМК, где она занималась археологическими материалами Ольвии и Пантикапея.
В 1923 году вышла замуж и переехала в Тифлис. Здесь она исследует папирусы эллинистического периода, под руководством профессора Г. Ф. Церетели изучает историю греческой литературы и греческого эротического романа. В 1928—1930 годах учится в аспирантуре Тифлисского университета на кафедре классической филологии. С 1931 года работала научным сотрудником Краеведческого кабинета Закавказского коммунистического университета им. 26 комиссаров, затем в Институте кавказоведения ЗакФАН СССР. Участвовала в археологических экспедициях в Колхидскую низменность, в район г. Поти. С 1933 года работала в Комитете по охране памятников культуры и в Грузинском филиале АН СССР.
С 1935 года Анна Ивановна аспирант Института языка и мышления. Затем была переведена в аспирантуру Ленинградского отделения Института истории АН СССР (ЛОИИ). 5 марта 1937 года защитила кандидатскую диссертацию «Юго-восточное Причерноморье и Рим в I в. н. э.» (официальные оппоненты С. А. Жебелёв и проф. С. И. Ковалев). Была учёным секретарём сектора истории древнего мира ЛОИИ, с 1939 года — старшим научным сотрудником. Была зачислена докторантом ЛОИИ и начала работу над докторской диссертацией по истории Колхиды в античную эпоху. С 1937 года преподавала на истфаке ЛГУ вплоть до эвакуации в Елабугу в марте 1942 года, в 1940—1941 годах — в Ленинградском педагогическом институте им. А. И. Герцена. В сентябре 1940 года была утверждена в ученом звании доцента по кафедре «история древнего мира».
Во время эвакуации помимо работы в ЛОИИ преподавала в Воронежском государственном университете. Осенью 1943 года вызвана в Москву для продолжения работы над многотомником «Всемирная история».
С начала 1950-х годов работала в Институте археологии АН СССР. Участвовала в работе Нижне-Донской экспедиции Института археологии и Ростовского областного музея краеведения, руководила раскопками Танаиса.
Скончалась в 1991 году в Москве.

## Научная деятельность
Основная сфера научных интересов была связана со вспомогательными научными дисциплинами. Болтунова являлась крупнейшим специалистом по исследованию греческих надписей Восточного и Северного Причерноморья, автором уникального труда о развитии письма на Боспоре, исследователем административно-управленческого аппарата Боспорского царства.
Начиная с 1930-х годов, занималась исследованием античных памятников Грузии — погребальных комплексов первых веков нашей эры в Западной Грузии. В 1935 г. вышла в свет монография «Новая находка в низовьях реки Ингура» (1935). Впоследствии итоги исследований античных памятников Закавказья вошли в соответствующие главы «Очерков истории СССР» (т. 1, 1956) и «Истории СССР» (т. 1, 1966).
С 1939 года работала над главами по истории эллинизма в составе IV тома Всемирной истории: «Политическая история Селевкидов», «Внутренний строй царства Селевкидов», «Армения Эллинистического периода», «Пергам, Каппадокия, Вифиния», «Греческие города западного побережья Малой Азии». Монография «Социальный и политический строй Иберии в античный период», которая представлялась базой для докторской диссертации, не была завершена.
В 1949 г. в качестве эпиграфиста участвовала в подготовке издания «Корпус Боспорских надписей» (М.; Л. 1965), одного из масштабнейших собраний надписей Северного Причерноморья. Её задачей была сверка копий надписей с оригиналами из разных музеев страны и сбор фотоматериалов. В 2004 году был издан фотоархив «Корпуса». А. К. Гаврилов Архивная копия от 11 июля 2020 на Wayback Machine, руководитель научного коллектива, подготовившего это издание, писал о её работе: «Фотосъёмкой на местах и в музеях (наряду с обмерами памятников и сверкой текстов по оригиналам) <…> ведала А. И. Болтунова, которая <…> сыграла если не ключевую, то очень существенную роль… Как можно было ожидать от учёного эпиграфиста, приверженного полевой археологической работе, Болтунова снабжала редакцию фотографиями весьма высокого качества <…> она приводила памятники в порядок перед тем, как делался снимок».
В 1950-60-х годах Болтунова участвовала в работе Нижне-Донской экспедиции ИА АН СССР. Итогом её работы явилась серия статей по истории Танаиса.

## Основные работы
- О греческой надписи из окрестностей Мцхета // Известия ГАИМК. Т. V. Тифлис, 1927. С. 409—411.
- Греческие надписи Музея Грузии. Bulletin du Museé de Géorgie // Известия ГАИМК. Т. IV. Тифлис, 1928. С. 189—202.
- Zur Entwickelungsgeschichte des griechischen erotischen Romans // Известия Тифлисского гос. Ун-та. IV. Тифлис, 1928.
- Un camée antique à Tiflis // Revue Archéologique. Paris, 1931.
- Zwei Henkel eines silbernen Gefässes aus Muchetha // Archäologischer Anzeiger. Berlin. 1934.
- Новая находка в низовьях р. Ингура. Тифлис: Тифлисский гос. ун-т, 1935. 77 с.
- Иберия и римская экспансия в Азии (к истории древней Грузии) // Вестник древней истории (ВДИ). 1938. № 4. С. 161—173.
- Восстание Аникета // ВДИ. № 2. 1939. С. 57-67.
- Греческие надписи Армавира // Известия армянского филиала АН СССР. Ереван, 1942. № 1-2. С. 35-61.
- Описание Иберии в «Географии» Страбона // ВДИ. 1947. № 4. С. 142—160.
- К вопросу об Армизи // ВДИ. 1949. № 2. С. 228—240.
- Новые финикийские надписи из Киликии // ВДИ. 1950. № 3. С. 97-104.
- Танаисская надпись IOSPE, II, 454 // ВДИ. № 3. 1950 С. 97-104.
- Из черновиков В. В. Латышева // ВДИ. 1951. № 2. С.120-126.
- К надписи IOSPE, II, 400 // ВДИ. 1954. № 1. С. 168—176.
- Возникновение классового общества и государственной власти в Иберии // ВДИ. 1956. № 2. С. 28-43.
- Надписи Боспора (заметки и публикации) // ВДИ. 1959. № 4. С. 92-110.
- Ранний Танаис // Археологические раскопки на Дону. Ростов-на-Дону, 1962.
- Античные города Грузии и Армении // Античный город. М., 1963. С. 153—169.
- Проксенический декрет из Анапы и некоторые вопросы истории Боспора // ВДИ. 1964. № 3. С. 136—149.
- К истории Танаиса (по данным эпиграфики) // Klio. 1964. 42. С. 195—208.
- Неизданные надгробия из Керчи и окрестностей // ВДИ. 1965. № 2. С. 95-101.
- О культе Зевса Сотера на Боспоре // Культура античного мира. К 40-летию научной деятельности В. Д. Блаватского — его друзья, товарищи, ученики. М.: Наука, 1966. С. 29-38.
- Греческие надписи в донских музеях // Нумизматика и эпиграфика. М., 1965. № 5. С. 75-95.
- Метрическая эпитафия из Пантикапейского некрополя // ВДИ. 1968. № 2. С. 130—132.
- Был ли Танаис разрушен Полемоном? // ВДИ. 1969. № 2. С. 56-65.
- Колхидки // ВДИ. 1973. № 4. С. 92-108.
- Аргонавты и Колхида // Мацне. Тбилиси, 1976. № 3. С. 37-44.
- Зевс Отчий и Зевс Спаситель // ВДИ. 1977. № 1. С. 176—183.
- Из эпиграфических коллекций Новороссийского историко-краеведческого музея // ВДИ. 1979. № 2. С. 80-88.
- Эллинские апойкии и местное население Колхиды // Проблемы греческой колонизации Северного и Восточного Причерноморья (Цхалтубо, 1977 г.). Тбилиси: Мецниереба, 1979.
- Новые эпиграфические материалы из Горгиппии // ВДИ. 1982. № 3. С. 61-66.
- Надписи Горгиппии (из находок 1971—1981 гг.) // ВДИ. 1986. № 1. С. 43-61.
- Надпись Пифодориды из раскопок Гермонассы // ВДИ. 1989. № 1. С. 86-92.
- О культе женского божества в Танаисе // Краткие сообщения Института археологии. 1991. Вып. 204. С. 46-49[2].

## Награды
Медали «За оборону Ленинграда» и «За доблестный труд в Отечественной войне 1941—1945 гг.».